# CEIS
Rada Bezpieczeństwa Inwestycji w Europie (ang. The Council for European Investment Security, CEIS) – amerykańska organizacja pozarządowa, założona w lutym 2011 roku, zajmująca się prowadzeniem analiz ekonomicznych dotyczących Europy oraz monitorowaniem bezpieczeństwa inwestycji zagranicznych w Europie. Prezesem organizacji jest Robert J. Shapiro, amerykański ekonomista i lobbysta, były urzędnik administracji rządowej USA.

## Kontrowersje
CEIS oskarżane jest o prowadzenie niejawnych i stronniczych działań lobbingowych na rzecz zewnętrznych podmiotów gospodarczych, w tym m.in. na rzecz duńskiej spółki DPTG (w raporcie poświęconym analizie inwestycji w Polsce organizacja omawia wyłącznie spór pomiędzy DPTG i Telekomunikacją Polską, wyprowadzając z tego nieprawdziwe wnioski, korzystne dla duńskiej spółki), co według obserwatorów ma na celu wywarcie nacisku na polski i francuski rząd, a przede wszystkim na polski sąd, który będzie badał sprawę TPSA. Niejasne są także źródła finansowania oraz status prawny organizacji (CEIS nie widnieje w amerykańskich rejestrach podmiotów publicznych).